# Kirwin
Kirwin is een plaats (city) in de Amerikaanse staat Kansas, en valt bestuurlijk gezien onder Phillips County.

## Demografie
Bij de volkstelling in 2000 werd het aantal inwoners vastgesteld op 229.
In 2006 is het aantal inwoners door het United States Census Bureau geschat op 211, een daling van 18 (-7.9%).

## Geografie
Volgens het United States Census Bureau beslaat de plaats een oppervlakte van
2,6 km², waarvan 2,5 km² land en 0,1 km² water. Kirwin ligt op ongeveer 518 m boven zeeniveau.

## Plaatsen in de nabije omgeving
De onderstaande figuur toont nabijgelegen plaatsen in een straal van 20 km rond Kirwin.